# Asimetria bariònica
En cosmologia física, el problema d'asimetria bariònica, també conegut com a problema d'asimetria de la matèria o problema d'asimetria matèria-antimatèria, és el desequilibri observat en la matèria bariònica (el tipus de matèria que s'experimenta a la vida quotidiana) i la matèria antibariònica a l'univers observable. Ni el model estàndard de la física de partícules ni la teoria de la relativitat general ofereixen una explicació coneguda de per què hauria de ser així, i és una suposició natural que l'univers és neutre amb totes les càrregues conservades. El Big Bang hauria d'haver produït quantitats iguals de matèria i antimatèria. Com que no sembla que hagi estat així, és probable que algunes lleis físiques hagin actuat de manera diferent o que no existissin per a la matèria i/o l'antimatèria. Existeixen diverses hipòtesis en competència per explicar el desequilibri de matèria i antimatèria que va donar lloc a la bariogènesi. No obstant això, encara no hi ha una teoria consensuada per explicar el fenomen, que ha estat descrit com "un dels grans misteris de la física".

## Condicions de Sakharov
El 1967, Andrei Sakharov va proposar un conjunt de tres condicions necessàries que ha de satisfer una interacció generadora de barions per produir matèria i antimatèria a diferents ritmes. Aquestes condicions es van inspirar en els recents descobriments del fons còsmic de microones i la violació de CP en el sistema de caons neutres. Les tres "condicions de Sakharov" necessàries són:
- Número bariònic {\displaystyle B} violació.
- Simetria C i violació de simetria CP.
- Interaccions fora de l'equilibri tèrmic.

### Violació del nombre barió
La violació del nombre barió és una condició necessària per produir un excés de barions sobre els antibarions. Però també es necessita una violació de la simetria C perquè les interaccions que produeixen més barions que antibarions no es veuran contrapesades per interaccions que produeixen més antibarions que barions. La violació de la simetria CP es requereix de la mateixa manera perquè, en cas contrari, es produirien el mateix nombre de baryons esquerrans i anti-baryons dretans, així com el mateix nombre d'anti-baryons per a esquerrans i barions per a dretes. Finalment, les interaccions han d'estar fora de l'equilibri tèrmic, ja que, en cas contrari, la simetria CPT garantiria la compensació entre processos que augmenten i disminueixen el nombre de barions.
Actualment, no hi ha proves experimentals d'interaccions de partícules on la conservació del nombre barió es trenca pertorbativament: això sembla suggerir que totes les reaccions de partícules observades tenen el mateix nombre de barions abans i després. Matemàticament, el commutador de l'operador quàntic del nombre barió amb el model estàndard (perturbatiu) hamiltonià és zero: {\displaystyle [B,H]=BH-HB=0}. Tanmateix, se sap que el model estàndard viola la conservació del nombre barió només de manera no perturbadora: una anomalia global U(1). Per tenir en compte la violació del barió en la bariogènesi, aquests esdeveniments (inclosa la desintegració de protons) es poden produir en les teories de la Gran Unificació (GUT) i els models supersimètrics (SUSY) mitjançant hipotètics bosons massius com el bosó X i Y.

### Violació de la simetria CP
La segona condició per generar una asimetria barió (violació de la simetria de la paritat de càrrega) és que un procés pugui passar a una velocitat diferent a la del seu homòleg d'antimatèria. En el model estàndard, la violació de CP apareix com una fase complexa en la matriu de mescla de quarks de la interacció feble. També pot haver-hi una fase de violació de CP diferent de zero a la matriu de mescla de neutrins, però actualment no es mesura. El primer d'una sèrie de principis bàsics de la física a violar va ser la paritat mitjançant l'experiment de Chien-Shiung Wu. Això va fer que la violació de CP fos verificada a l'experiment Fitch-Cronin de 1964 amb kaons neutres, que va donar lloc al Premi Nobel de Física de 1980 (la violació directa de CP, és a dir, la violació de la simetria de CP en un procés de desintegració, es va descobrir més tard, el 1999). A causa de la simetria CPT, la violació de la simetria CP exigeix una violació de la simetria d'inversió temporal o simetria T. Malgrat l'admissió per a la violació del CP al model estàndard, és insuficient per tenir en compte l'asimetria barió observada de l'univers (BAU) donats els límits de la violació del nombre barió, el que significa que es necessiten fonts més enllà del model estàndard.

### Interaccions fora de l'equilibri tèrmic
En l'escenari de desintegració fora d'equilibri, l'última condició estableix que la velocitat d'una reacció que genera asimetria barió ha de ser inferior a la velocitat d'expansió de l'univers. En aquesta situació, les partícules i les seves antipartícules corresponents no aconsegueixen l'equilibri tèrmic a causa de la ràpida expansió que disminueix l'ocurrència d'aniquilació de parells.

## Altres explicacions

### Regions de l'univers on domina l'antimatèria
Una altra possible explicació de l'aparent asimetria del barió és que la matèria i l'antimatèria estan essencialment separades en regions diferents i molt llunyanes de l'univers. Originalment es va pensar que la formació de galàxies d'antimatèria explicava l'asimetria del barió, ja que des de la distància, els àtoms d'antimatèria són indistinguibles dels àtoms de matèria; tots dos produeixen llum (fotons) de la mateixa manera. Al llarg del límit entre les regions de matèria i antimatèria, però, l'aniquilació (i la consegüent producció de radiació gamma) seria detectable, depenent de la seva distància i de la densitat de matèria i antimatèria. Aquests límits, si existeixen, probablement es troben a l'espai intergalàctic profund. La densitat de la matèria a l'espai intergalàctic està raonablement ben establerta al voltant d'un àtom per metre cúbic. Suposant que aquesta és una densitat típica prop d'un límit, es pot calcular la lluminositat dels raigs gamma de la zona d'interacció del límit. No s'han detectat aquestes zones, però 30 anys d'investigació han posat límits a fins a quin punt podrien estar. Sobre la base d'aquestes anàlisis, ara es considera poc probable que cap regió de l'univers observable estigui dominada per l'antimatèria.

### Mirall anti-univers

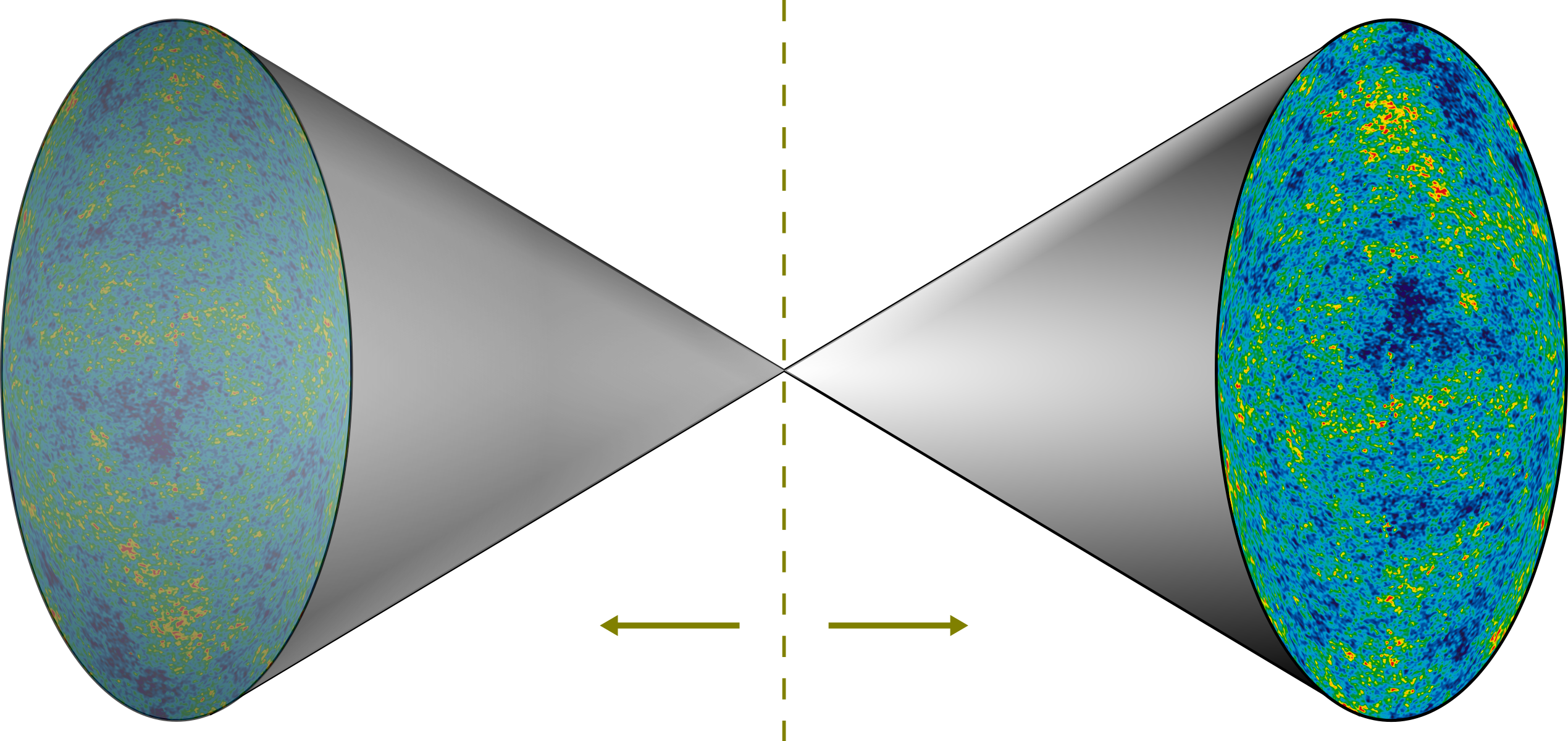
El Big Bang va generar un parell univers-antiunivers, el nostre univers flueix cap endavant en el temps, mentre que el nostre homòleg mirall flueix cap enrere.

L'estat de l'univers, tal com és, no viola la simetria CPT, perquè el Big Bang es podria considerar com un esdeveniment de doble cara, tant de manera clàssica com mecànica quàntica, consistent en un parell univers-antiunivers. Això vol dir que aquest univers és la imatge de càrrega (C), paritat (P) i temps (T) de l'antiunivers. Aquesta parella va sorgir de les èpoques del Big Bang no directament en una era calenta i dominada per la radiació. L'antiunivers fluiria en el temps des del Big Bang, fent-se més gran a mesura que ho fa, i també estaria dominat per l'antimatèria. Les seves propietats espacials s'inverteixen si es comparen amb les del nostre univers, una situació anàloga a la creació de parells electró-positró en el buit. Aquest model, ideat per físics de l'Institut Perimetral de Física Teòrica del Canadà, proposa que les fluctuacions de temperatura en el fons còsmic de microones (CMB) es deuen a la naturalesa mecànica quàntica de l'espai-temps prop de la singularitat del Big Bang. Això vol dir que un punt en el futur del nostre univers i un punt en el passat llunyà de l'antiunivers proporcionarien punts clàssics fixos, mentre que totes les possibles permutacions basades en quàntics existirien entremig. La incertesa quàntica fa que l'univers i l'antiunivers no siguin imatges mirall exactes l'un de l'altre.
Aquest model no ha demostrat si pot reproduir determinades observacions sobre l'escenari d'inflació, com ara explicar la uniformitat del cosmos a gran escala. Tanmateix, proporciona una explicació natural i senzilla de la matèria fosca. Aquest parell univers-antiunivers produiria un gran nombre de neutrins superpesants, també coneguts com a neutrins estèrils. Aquests neutrins també podrien ser la font dels esclats de raigs còsmics d'alta energia observats recentment.